# Alberich Denzler

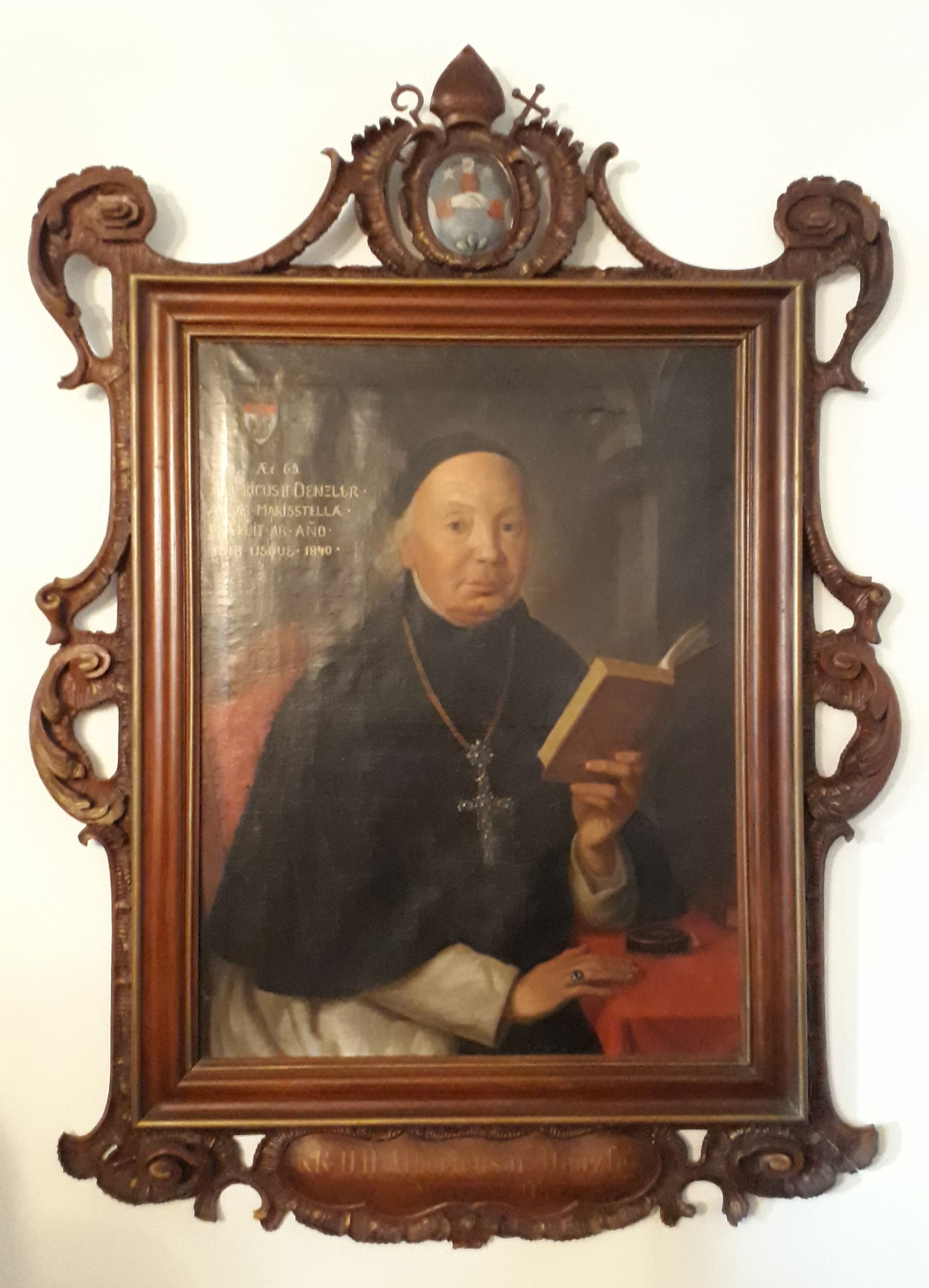
Abt Alberich Denzler

Alberich Denzler SOCist (* 11. Dezember 1759 in Baden AG; † 9. September 1840 in Wettingen) war Abt des Klosters Wettingen von 1818 bis 1840.

## Leben
Denzler trat 1778 in die Zisterzienser-Abtei Wettingen ein und wurde 1784 zum Priester geweiht. Danach war er vor allem als Theologiedozent tätig: 1785 bis 1790 im Kloster Hauterive, dann mit Unterbrechung bis 1832 in Wettingen. Zeitweise war er auch als Vikar und Pfarrer in Wettingen in der Pfarrseelsorge eingesetzt. 1815 wurde er Prior und 1818 zum Abt gewählt. Als solcher liess er einige kleinere Baumassnahmen durchführen und die Decke der Abteikirche neu ausmalen. 1827 wurde das 600-jährige Bestehen des Klosters feierlich begangen.
In Denzlers letzte Amts- und Lebensjahre fielen die Vorboten des Aargauer Klosterstreits. Ständig erhöhte die Kantonsregierung die Steuerforderungen an das Kloster. 1834 wurde das Klostervermögen unter staatliche Aufsicht gestellt, ein Aufnahmeverbot für Novizen verhängt und die Klosterschule geschlossen. Der alternde und kranke Abt war in diesen Jahren kaum noch in der Lage, sein Amt auszuüben und sich den staatlichen Zwangsmassnahmen entgegenzustellen. Er starb 1840 und wurde als letzter Wettinger Abt in der Abteikirche beigesetzt. Vier Monate nach seinem Tod, im Januar 1841, wurde das Kloster vom Kantonsparlament gewaltsam aufgehoben und die Mönche aus dem Kanton vertrieben.